# Nora Dumas
Nora Dumas, nata Nóra Kelenföld Telkes, (Budapest, 1890 – Genthod, 23 maggio 1979) è stata una fotografa ungherese.

## Origini familiari
Suo padre, Simon Rubin (1845-1932), di origini ebraiche, nel 1881 si convertì al cristianesimo e cambiò il cognome alla famiglia in Telkes, poi conosciuto come scrittore ed attivista col nome di Simon Telkes. Nel 1907 l'imperatore dell'impero austro-ungarico Francesco Giuseppe I concesse loro il titolo nobiliare di Kelenföld. Potevano fregiarsi del titolo, oltre al padre, la madre Maria Szonnert e gli otto figli sopravvissuti.. Simon Rubin aveva sposato Maria Szonnert nel 1872 a Budapest ed ebbero 10 figli, di cui il terzo ed il quarto non raggiunsero l'anno di vita mentre Silvia, nata nel 1882 morì nel 1907.

## Biografia
Ultima di dieci fratelli e sorelle, lasciò Budapest nel 1913 alla volta di Parigi accompagnata da una sorella. L'anno seguente, però, allo scoppio della prima guerra mondiale, essendo ungheresi, furono considerate nemiche ed internate in un campo come prigioniere. Nel 1915 fu liberata e si imbarcò sul transatlantico SS Oscar II a Copenaghen per gli Stati Uniti, non sappiamo se da sola o se fu seguita anche dalla sorella. In America, a New York, incontrò l'uomo che sposò, l'architetto svizzero Adrien-Émile Dumas.
Nel 1925 col marito tornarono in Francia e vissero a Moisson, dove iniziò a familiarizzare con la fotografia, scattando e riprendendo i villaggi lungo la Senna. Tre anni dopo i due si trasferirono a Parigi, dove Nora acquistò una Rolleiflex. Nel 1929 conobbe la sua connazionale Ergy Landau, ormai famosa per essere stata assistente di László Moholy-Nagy e per aver fotografato lo scrittore Thomas Mann. Dumas divenne così la sua assistente per quasi dieci anni. Anche un'altra famosa fotografa ungherese fu assistente di Landau proprio in quei primi anni: Ylla. In questo primo periodo realizzò foto pubblicitarie, nudi come quelli alla famosa modella ucraina Assia Granatouroff, musa di molti pittori e fotografi, ritratti di bambini che saranno pubblicati su varie riviste dell'epoca.
Ciò che caratterizzerà il suo lavoro degli anni a cavallo delle due guerre sarà raccontare il mondo contadino francese che va rapidamente mutando, ritratti di uomini e donne nei quali c'è la "la fatica di un'esistenza ai margini, la speranza di una vita migliore. La foto di un cavallo da tiro - un animale da lavoro che svolge compiti difficili come l'aratura e altri lavori agricoli - divenne emblematica del suo lavoro di quegli anni: come l'uomo, il cavallo è sopraffatto dalla fatica, impotente, legato. Non può fare altro che chinare il capo al cospetto del suo padrone.".
Le sue foto furono pensate e proposte con nuove angolazioni, come ad esempio dall'alto o dal basso, visioni laterali od oblique, diagonali dinamiche, inquadrature ravvicinate tanto che possono essere inserite nella corrente della Neues Sehen. Nel 1930 prese parte alla mostra internazionale collettiva Das Lichtbild a Monaco di Baviera con Florence Henri, René Zuber, Germaine Krull, Ergy Landau e François Kollar. Negli anni seguenti parteciperà a varie mostre Parigi, Lucerna, Bruxelles.
Charles Rado fondò nel 1933, assieme ad alcuni rifugiati ungheresi l'agenzia di stampa fotografica Rapho, tra cui Dumas, Landau, Ylla e Brassaï. Fu chiusa durante la seconda guerra mondiale ma riaperta subito dopo, cui aderirono anche giovani fotografi come Robert Doisneau, Willy Ronis e Sabine Weiss.
Fu selezionata da Edward Steichen per prendere parte alla mostra fotografica The Family of Man, che fu esposta nel 1955 al Museum of Modern Art di New York. La mostra cui vi presero parte 273 fotografi, peraltro, ha girato il mondo in vari musei per 8 anni e fu visitata da circa 9 milioni di persone
Le sue fotografie sono conservate e distribuite dall'agenzia Rapho di Parigi.